# Armana nigraericta
Armana nigraericta là một loài bướm đêm trong họ Erebidae.